# Józef Żeński
Józef (Iosif) Adolfowicz Żeński (ros. Иосиф Адольфович Женский, ur. 1920 we wsi Kamienka w powiecie zasławskim w guberni wołyńskiej (obecnie w rejonie sławuckim w obwodzie chmielnickim), zm. 1984 w obwodzie kokczetawskim w Kazachskiej SRR) – kombajnista Stacji Maszynowo-Traktorowej, przodownik pracy, Bohater Pracy Socjalistycznej (1951).

## Życiorys
Urodził się w polskiej rodzinie na Wołyniu. Od 1936 mieszkał w obwodzie północnokazachstańskim, gdzie pracował w kołchozie. Uczył się na kursach mechanizacji gospodarki rolnej, w 1943 został mechanizatorem Stacji Maszynowo-Traktorowej w rejonie krasnoarmiejskim w obwodzie północnokazachstańskim (przemianowanym w 1944 na obwód kokczetawski), pracował jako kombajnista. Od 1961 do 1980 pracował jako majster przy remoncie techniki krasnoarmiejskiego warsztatu remontowego, zajmując się naprawą m.in. traktorów, później przeszedł na emeryturę.

## Odznaczenia
- Medal Sierp i Młot Bohatera Pracy Socjalistycznej (21 sierpnia 1951)
- Order Lenina (21 sierpnia 1951)
- Medal „Za pracowniczą dzielność” (11 stycznia 1957)
- Medal „Za rozwój dziewiczych ziem”

I inne.